# Görgénykakucs
Görgénykakucs (románul: Căcuciu) falu Romániában, Maros megyében. Közigazgatásilag Alsóbölkény községhez tartozik.

## Fekvése
Szászrégentől 13 km-re délkeletre fekszik, 395 m-es tengerszint feletti magasságban.